# Bambishn
Bambishn ou banbishn (bambišn, bʾnbwšn, bānbušn; em ideogramas pálavi: MLKTA; em persa médio maniqueísta: bʾnbyšn) foi um título em persa médio das rainhas sassânidas. A versão completa do título era bānbishnān bānbishn ("rainha de rainhas").

## Etimologia
Embora a forma em persa antigo não é conhecida, provavelmente era escrita māna-pashnī, o que se relaciona ao avéstico dəmąnō.paθnī ("senhora"), que possui a forma persa antiga dmāna-paθnī. A palavra foi mais tarde absorvida na língua armênia, onde era escrita bambishn. A versão substantivada bāmbušt foi incorporada no sogdiano e a partir dela chegou ao uigur e chinês. A forma sogdiana genuína é ’vāmban ("dama"). A inicial b- de bānbišn é provavelmente devido a analogia com bānūk ("dama"), atestada no persa antigo como empréstimo do elamita ba-nu-qa(-na-be).

## Uso

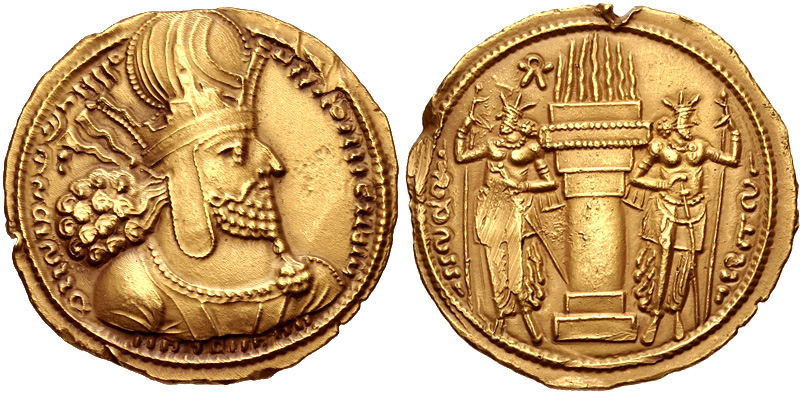
Dinar de Sapor de ca. 260-270

Em inscrições sassânidas, bambishn (em persa médio MLKTA e em parta MLKTE) se relaciona com xá (MLKA). Aparece na inscrição de Sapor I Feitos do Divino Sapor no Cubo de Zaratustra, datando de 262/263, como título de certa Denaces; nela também aparece em grego como basilissa. Correspondendo a xainxá (šāhān šāh; persa médio MLKAn MLKA e parta MLKYN MLKA) há *bānbišnān bānbišn (MLKTAn MLKTA) como título da filha de Sapor, Adur Anaide, e a filha de Pabeco, Denaces. Também há Cornanzém a šahr bānbišn ("rainha do império"), Saburductace a Sagān bānbišn ("rainha dos sacas"), Estariade "a rainha", e Denaces a Mēšān bānbišn ("rainha de Mesena).
O título MLKTAn MLKTA aparece numa moeda persa, aplicado a esposa de Vararanes II (r. 274–293), e num selo, onde novamente é aplicado a certa Denaces. Em textos em persa médio maniqueísta e parta aparece uma Sagān bānbišn, uma ʾškʾn bʾnbyšn ("a rainha arsácida") e [šhr]dʾr bʾnbyšn Xwdws ("a soberania da rainha Xudo"); a última ocorrência sugere que a forma persa média também foi usada no parta. O sogdiano pʾmpwšt é encontrado como título das rainhas de Abarxar; em outros textos sogdianos o mesmo título representa a virtude da paciência: "e uma rainha de quem filhos coroados nascem" (ʾty pʾmpwšṯ cknʾc ‘y’ymβrṯ ʾʾjwn ʾʾjyynd e ʾṯy pcmʾk pʾmpwšṯ kyy ‘y’ymβr wyšpšṯ zndy).